# Giovanni Manuele del Portogallo
Giovanni Emanuele João Manuel in portoghese, Xoán Manuel in galiziano, Joan Manuel, in catalano, Juan Manuel in spagnolo, Juan Nelin asturiano, Chuan Manuel in aragonese, Joanes Imanol in basco, e Jean Emmanuel in francese John Emmanuel in inglese, Johann Emanuel in tedesco e Johan Emanuel in fiammingo (Lisbona, 1416 circa – tra il 1476 e il 1488), fu vescovo di Ceuta, dal 1443 al 1456 e poi, vescovo di Guarda, dal 1459 al 1476.

## Origine[1][2][3][4]
Secondo alcuni genealogisti ed eruditi, tra cui Manuel José da Costa Felgueiras Gaio (autore del Nobiliário de Famílias de Portugal) era il figlio illegittimo del re del Portogallo e dell'Algarve, Edoardo d'Aviz e di Giovanna Manuela de Villena, figlia di Fernando Manuel de la Torre, signore di Cebica e conte di Sintra, e della moglie, Mencía Rodríguez de Fonseca. Tale ricostruzione deriverebbe da uno scritto del 1567 di Gaspar Barreiros, la Carta a Damião de Góis sobre a origem dos Manoeis deste Reino, indirizzato a Damião de Góis, in seguito ripreso da altre opere di genealogia. Altri storici e genealogisti, in particolare António Caetano de Sousa (autore dell'História Genealógica da Casa Real Portuguesa ) e Anselmo Braamcamp Freire (autore del trattato Brasões da Sala de Sintra) considerano invece tale teoria come completamente destituita di fondamento.

## Biografia
Nel 1433, suo padre divenne re del Portogallo.
Avviato alla vita religiosa, Giovanni Emanuele entrò nell'ordine dei carmelitani, di cui divenne padre provinciale, nel 1441.
Nel frattempo, il suo fratellastro, Alfonso, divenne re del Portogallo e dell'Algarve.
Il papa Eugenio IV, in quel periodo, nominò Giovanni Emanuele vescovo titolare di Tiberiade.
Nel 1443, Giovanni Emanuele fu ordinato vescovo di Ceuta e, nel 1444, divenne primate della chiesa africana.
Nel 1450, divenne cappellano del suo fratellastro, il re, Alfonso V.
Infine, nel 1459, divenne vescovo di Guarda, rinunciando all'incarico, nel 1476.
Giovanni Emanuele morì, tra il 1476 e il 1488.
Il suo luogo di sepoltura è situato nel Convento do Carmo di Lisbona.

## Genealogia episcopale
La genealogia episcopale è:
- Vescovo Nicolò de Cesari
- Vescovo Giovanni Manuele del Portogallo, O. Carm.

## Discendenza[2][3]
Giovanni Emanuele ebbe una relazione con Justa Rodrigues (c. 1441- 1514 o 1524), figlia di Francisco Rodrigues Pereira. Da Justa, Giovanni Emanuele ebbe due figli naturali, legittimati nel 1475:
- João Manuel (1466-1500), Alcaide-Mor di Santarém,
- Nuno Manuel (1469-ca. 1525), I signore di Salvaterra de Magos.

## Ascendenza
|                                 |   |                                            | Genitori                                 |  |  | Nonni |  |  | Bisnonni                |  |  | Trisnonni                 |  |
|                                 |   |                                            |                                          |  |  |       |  |  | Pietro I del Portogallo |  |  | Alfonso IV del Portogallo |  |
|                                 |   |                                            |                                          |  |  |       |  |  | Pietro I del Portogallo |  |  | Alfonso IV del Portogallo |  |
|                                 |   | Beatrice di Castiglia                      |                                          |  |  |       |  |  | Pietro I del Portogallo |  |  |                           |  |
| Giovanni I del Portogallo       |   |                                            |                                          |  |  |       |  |  | Pietro I del Portogallo |  |  |                           |  |
|                                 |   | Teresa Lourenço                            | Lourenço Martins                         |  |  |       |  |  |                         |  |  |                           |  |
|                                 |   | Teresa Lourenço                            | Lourenço Martins                         |  |  |       |  |  |                         |  |  |                           |  |
|                                 |   | Teresa Lourenço                            | Sancha Martins                           |  |  |       |  |  |                         |  |  |                           |  |
| Edoardo del Portogallo          |   | Teresa Lourenço                            |                                          |  |  |       |  |  |                         |  |  |                           |  |
|                                 |   | Giovanni Plantageneto, I duca di Lancaster | Edoardo III d'Inghilterra                |  |  |       |  |  |                         |  |  |                           |  |
|                                 |   | Giovanni Plantageneto, I duca di Lancaster | Edoardo III d'Inghilterra                |  |  |       |  |  |                         |  |  |                           |  |
|                                 |   | Giovanni Plantageneto, I duca di Lancaster | Filippa di Hainaut                       |  |  |       |  |  |                         |  |  |                           |  |
| Filippa di Lancaster            |   | Giovanni Plantageneto, I duca di Lancaster |                                          |  |  |       |  |  |                         |  |  |                           |  |
|                                 |   | Bianca di Lancaster                        | Enrico Plantageneto, I duca di Lancaster |  |  |       |  |  |                         |  |  |                           |  |
|                                 |   | Bianca di Lancaster                        | Enrico Plantageneto, I duca di Lancaster |  |  |       |  |  |                         |  |  |                           |  |
|                                 |   | Bianca di Lancaster                        | Isabella di Beaumont                     |  |  |       |  |  |                         |  |  |                           |  |
| Giovanni Manuele del Portogallo |   | Bianca di Lancaster                        |                                          |  |  |       |  |  |                         |  |  |                           |  |
|                                 | … | …                                          |                                          |  |  |       |  |  |                         |  |  |                           |  |
|                                 | … | …                                          |                                          |  |  |       |  |  |                         |  |  |                           |  |
|                                 | … | …                                          |                                          |  |  |       |  |  |                         |  |  |                           |  |
| Fernando Manuel de la Torre     | … |                                            |                                          |  |  |       |  |  |                         |  |  |                           |  |
|                                 |   | …                                          | …                                        |  |  |       |  |  |                         |  |  |                           |  |
|                                 |   | …                                          | …                                        |  |  |       |  |  |                         |  |  |                           |  |
|                                 |   | …                                          | …                                        |  |  |       |  |  |                         |  |  |                           |  |
| Giovanna Manuela de Villena     |   | …                                          |                                          |  |  |       |  |  |                         |  |  |                           |  |
|                                 |   | …                                          | …                                        |  |  |       |  |  |                         |  |  |                           |  |
|                                 |   | …                                          | …                                        |  |  |       |  |  |                         |  |  |                           |  |
|                                 |   | …                                          | …                                        |  |  |       |  |  |                         |  |  |                           |  |
| Mencía Rodríguez de Fonseca     |   | …                                          |                                          |  |  |       |  |  |                         |  |  |                           |  |
|                                 |   | …                                          | …                                        |  |  |       |  |  |                         |  |  |                           |  |
|                                 |   | …                                          | …                                        |  |  |       |  |  |                         |  |  |                           |  |
|                                 |   | …                                          | …                                        |  |  |       |  |  |                         |  |  |                           |  |
|                                 |   | …                                          |                                          |  |  |       |  |  |                         |  |  |                           |  |